# Barycnemis gravipes
Barycnemis gravipes là một loài tò vò trong họ Ichneumonidae.